# Red Rock Resort Spa and Casino
Red Rock Resort Spa and Casino – luksusowy hotel, kasyno i spa w Summerlin, w amerykańskim stanie Nevada. Stanowi własność, a zarazem sztandarowy obiekt i siedzibę korporacji Station Casinos. Grupą docelową Red Rock są przede wszystkim lokalni mieszkańcy Las Vegas i jego okolic.
W skład Red Rock wchodzi 60–metrowa wieża hotelowa z 815 apartamentami, spa, 8.700 m² przestrzeni konferencyjnej, kasyno o powierzchni 8.100 m², 16–ekranowe kino Regal Cinemas, sala do gry w bingo, kręgielnia z 72 torami do gry, jedenaście restauracji, a także strefa basenowa o powierzchni 1.2 hektara.
Red Rock wyróżniony został prestiżową nagrodą Czterech Diamentów AAA.

## Historia

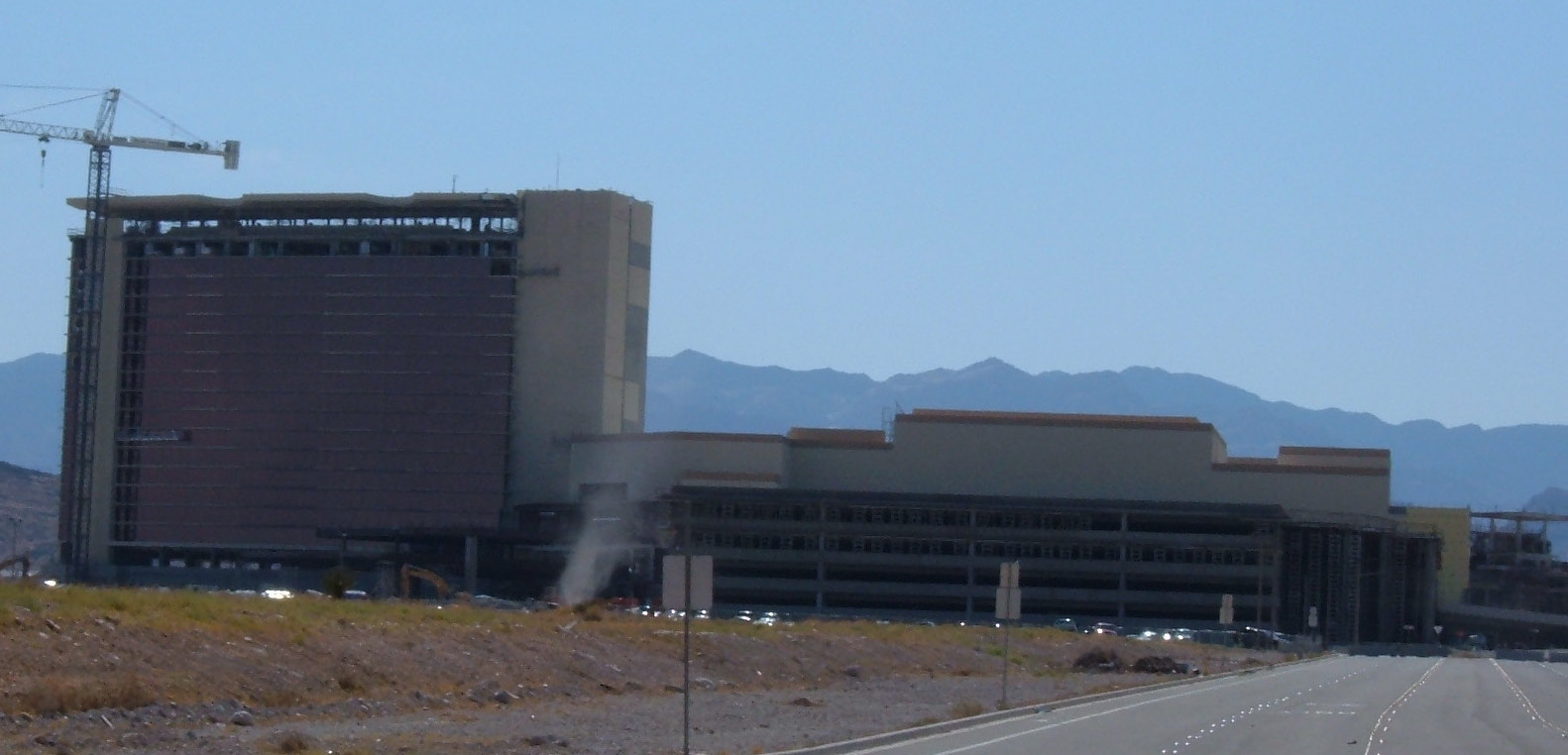
Red Rock Resort Spa and Casino w fazie konstrukcji

Pomysł na budowę obiektu zrodził się w 2003 roku, zaś przez kolejny rok trwały dyskusje dotyczące jego konstrukcji. Podczas gdy kwestie projektu i wystroju obiektu zostały uzgodnione, aspekty dotyczące wysokości wieży (pierwotnie zakładano 91 metrów), a także utworzenia wspólnoty mieszkaniowej, budziły największe spory. Problem tkwił bowiem w planie zagospodarowania przestrzennego, jako że The Howard Hughes Corporation nie otrzymała pozwolenie na konstrukcję budynku o wysokości 91 metrów.
Po długich rozmowach pomiędzy Station Casinos, The Howard Hughes Corporation, przedstawicielami hrabstwa Clark, a także mieszkańcami Summerlin zawarto porozumienie, na mocy którego wysokość wieży została zredukowana z pierwotnych 91 do 61 metrów. Z projektu usunięto ponadto wieże, mające w przyszłości stanowić wspólnoty mieszkaniowe.
Za architektoniczny projekt obiektu odpowiadało kilka pracowni: Architropolis z Portland, The Friedmutter Group z Las Vegas, a także SADI. Z kolei projekt „zieleni” i krajobrazu przygotowała firma Lifescapes International z Newport Beach.
Prace konstrukcyjne nad Red Rock rozpoczęły się 15 kwietnia 2004 roku, a ich koszt wyniósł wtedy 475 milionów dolarów. 15 marca 2005 roku korporacja Station Casinos ogłosiła plan ekspansji obiektu, zgodnie z którym liczba pokoi w wieży hotelowej została zwiększona dwukrotnie. W rezultacie, koszt budowy Red Rock wzrósł do ponad 930 milionów dolarów.
Ceremonia oficjalnego otwarcia Red Rock miała miejsce 18 kwietnia 2006 roku. W 2007 roku, w obiekcie do użytku oddano kręgielnię z 72–torami do gry; była to jednocześnie najdroższa kręgielnia pod względem kosztu budowy, jaką kiedykolwiek stworzono.

### Red Rock w mediach
W lutym 2006 roku poinformowano, że zwycięzca drugiej serii programu Hell’s Kitchen wygra roczny kontrakt na stanowisko szefa kuchni w jednej z restauracji w Red Rock. Triumfatorką okazała się 25–letnia wówczas Heather West z Nowego Jorku. Mimo zapowiedzi, nie została ona jednak mianowana na szefa kuchni; zamiast tego, zarząd Red Rock zdecydował się powierzyć jej stanowisko odpowiednie dla jej umiejętności – starszego kucharza we włoskiej restauracji Terra Rossa.
W kasynie Red Rock nakręcono kilka scen filmu 21 z 2008 roku.
W 2009 roku, w obiekcie powstał wideoklip do piosenki „Body on Me” rapera Nelly'ego z gościnnym udziałem Ashanti i Akona.

## Atrakcje

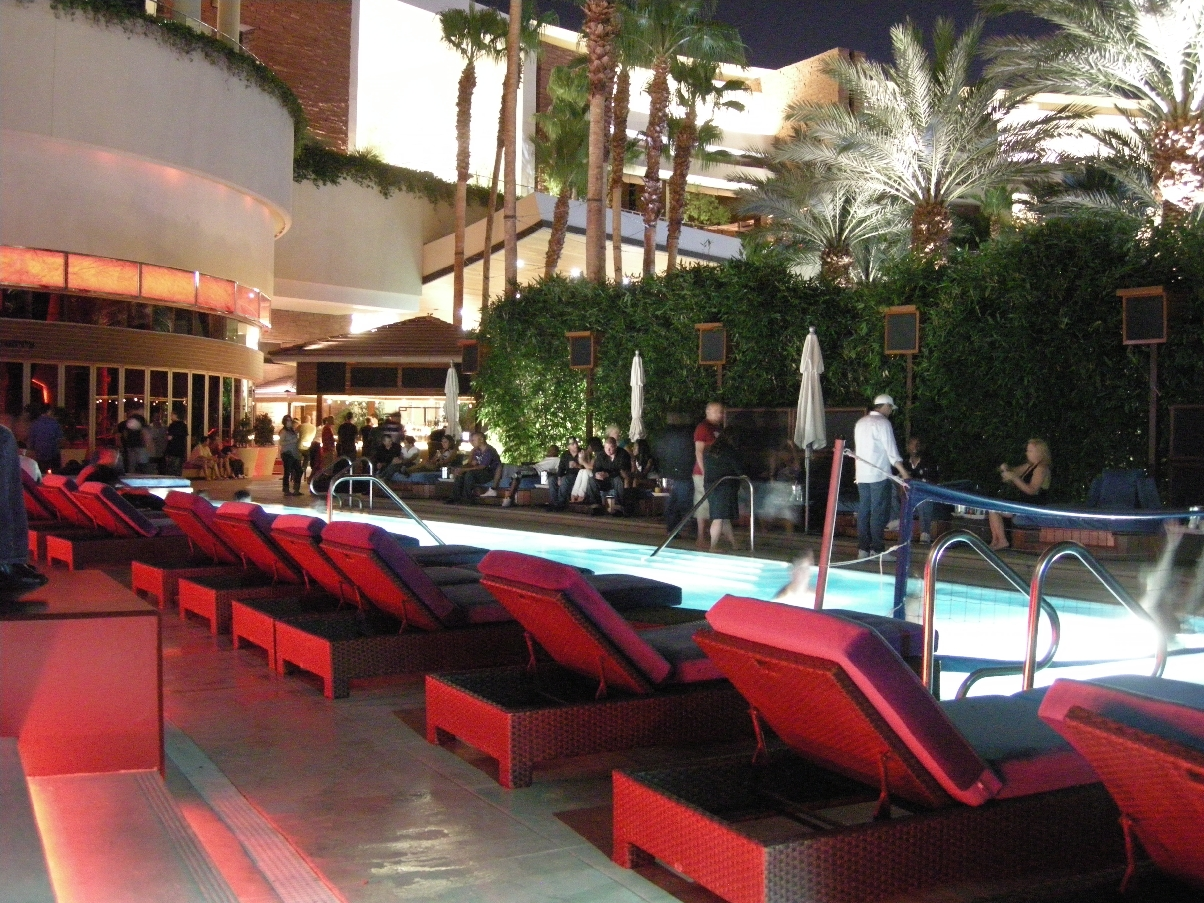
Wieczorna impreza basenowa w Red Rock

Na dachu wieży hotelowej znajdują się drzewa palmowe.

### Kryształowe żyrandole
CEO Station Casino, Frank Fertitta III i jego brat, biznesmen Lorenzo Fertitta, dążyli do tego, by nadać obiektowi eleganckiego charakteru, dlatego umieścili na jego terenie liczne żyrandole różnych kształtów i rozmiarów, z kryształami Swarovskiego. W sumie, wszystkie żyrandole posiadają ponad 3 miliony kryształków, a ich łączny koszt wyniósł ponad 6 milionów dolarów.

### Sztuka
Red Rock posiada prywatną kolekcję sztuki. W przeszłości, w zbiorach obiektu znajdowały się prace Andy’ego Warhola. Obecnie w skład kolekcji Red Rock wchodzi między innymi rzeźba Love Roberta Indiana, a także prace Takashi Murakamiego, Vika Muniza oraz Paula McCarthy’ego.

### Pokazy świateł
Okna po zachodniej stronie hotelu wyposażone są w specjalne lampy, dzięki którym urządzane są specjalne pokazy świateł. Właściciele Red Rock nie nadali show oficjalnej nazwy, nie są również znane dokładne godziny pokazów ani ich twórca.

### Wieże mieszkalne
3 marca 2006 roku dziennik Las Vegas Review-Journal poinformował, że Station Casinos zamierza wejść w drugą fazę rozbudowy kompleksu Red Rock za pośrednictwem konstrukcji dwóch 70–metrowych wież mieszkalnych. Oryginalny plan zakładał budowę wieżowców–wspólnot mieszkaniowych, Red Rock Residences, obok hotelu. Jako że miały one być wyższe niż sam Red Rock, zastanawiano się, czy okoliczni mieszkańcy nie sprzeciwią się ich budowie. Korporacja Station Casinos wyjaśniła jednak: „Wieże zostaną wybudowane na terenie położonym 9 metrów niżej, niż hotel i kasyno. Ze względu na tę różnicę, wieże mieszkalne nie będą wyższe od kasyna.”
We wrześniu 2006 roku Station Casinos oficjalnie wstrzymała projekt Red Rock Residences. Korporacja przyznała jednak, że myśli o tym, jak wykorzystać tę ziemię, nie wykluczając możliwości konstrukcji wież mieszkalnych w przyszłości.